# Droits de l'homme au Soudan
Le bilan du Soudan en matière de droits humains est largement condamné. Certaines organisations de défense des droits humains documentent une variété d'abus et d'atrocités perpétrés par le gouvernement soudanais au cours des dernières années sous le règne d'Omar el-Bechir. Le rapport 2009 sur les droits de l'homme du département d'État des États-Unis fait état de graves préoccupations concernant les violations des droits de l'homme par le gouvernement et les milices. La peine capitale, y compris la crucifiement, est utilisée pour de nombreux crimes. En septembre 2019, le gouvernement soudanais a signé un accord avec le Haut-Commissaire des Nations unies aux droits de l'homme en vue de l'ouverture d'un bureau des Nations unies pour les droits de l'homme à Khartoum et de bureaux sur le terrain au Darfour, au Nil Bleu, au Kordofan méridional et au Soudan oriental. En juillet 2020, lors de la transition soudanaise vers la démocratie de 2019-2021 (en), le ministre de la Justice Nasredeen Abdulbari a déclaré que « toutes les lois violant les droits de l'homme au Soudan » devaient être supprimées, et pour cette raison, le Parlement a adopté une série de lois début juillet 2020.

## Abus dans les situations de conflit
Les conflits entre le gouvernement et les groupes rebelles - la guerre civile impliquant des tensions nord-sud, le conflit du Darfour impliquant des tensions entre les tribus arabes dans la région du Darfour dans la région occidentale du Soudan - entraînant des viols, des tortures, des meurtres et des déplacements massifs de population (estimés à plus de 2 millions en 2007), ce qui vaut la comparaison entre le Soudan et le Rwanda dans la presse. Il y a aussi plusieurs cas annoncés de crucifixions exécutées au Soudan.

Selon The Christian Science Monitor du 25 mars 2004 :
La guerre dans la région du Darfour se résume à cela : Les tribus africaines sont depuis longtemps en conflit avec les groupes arabes de la région pour l'accès aux bonnes terres. L'année dernière, deux groupes armés africains ont entamé une rébellion contre le régime de Khartoum. Le gouvernement a réagi en apportant apparemment un soutien militaire aux milices arabes. Des rapports font état d'avions militaires soudanais bombardant des villages, après quoi les milices arabes se rendent sur place pour violer et tuer les survivants..

### Nettoyage ethnique au Darfour
Le conflit a été décrit par Mukesh Kapila, coordinateur des Nations unies (ONU) pour le Soudan, comme un nettoyage ethnique, alors que dans la région du Darfour les milices Afro-Arabes se livrent à des massacres systématiques des populations tribales. Selon Kapila, « le gouvernement sait très bien ce qui se passe et peut influencer les milices arabes ». Les Nations unies estiment que 300 000 civils ont été tués dans la région du Darfour entre 2003 et 2010 .

## Détentions arbitraires
Le 28 avril 2022, Human Rights Watch a publié un rapport qui fait état de la détention de centaines de manifestants illégaux par les forces de sécurité soudanaises au motif qu'ils ont exprimé leur opinion, dans le but d'inspirer la peur à ceux qui s'opposent au régime militaire. Le rapport révèle les pratiques violentes des forces de sécurité à l'encontre des manifestants, à savoir des agressions sexuelles et des menaces de viol. Par ailleurs, le Bureau des droits de l'homme des Nations unies au Soudan a indiqué que plus d'un millier de personnes ont été arrêtées en quelques mois, dont 148 enfants.

## Esclavage
Certaines organisations, en particulier Christian Solidarity Worldwide et des organisations apparentées, soutiennent que l'esclavage existe au Soudan et qu'il est encouragé par le gouvernement soudanais. À titre d'exemple de telles allégations, dans le Wall Street Journal du 12 décembre 2001, Michael Rubin a déclaré :
... Le 4 octobre, le vice-président soudanais Ali Uthman Taha a déclaré : « Le djihad est notre voie et nous ne l'abandonnerons pas et garderons haut sa bannière ».

Entre le 23 et le 26 octobre, les troupes du gouvernement soudanais ont attaqué des villages près de la ville d'Aweil, dans le sud du pays, tuant 93 hommes et réduisant en esclavage 85 femmes et enfants. Puis, le 2 novembre, l'armée soudanaise a attaqué des villages près de la ville de Nyamlell, enlevant 113 autres femmes et enfants. Un travailleur humanitaire kényan a également été enlevé et n'a pas été revu depuis.
À quoi ressemble l'esclavage au Soudan ? Un jeune chrétien de 11 ans m'a raconté ses premiers jours de captivité : « On m'a dit plusieurs fois de devenir musulman et j'ai refusé, c'est pourquoi ils m'ont coupé un doigt ». Alokor Ngor Deng, 12 ans, a été emmenée comme esclave en 1993. Elle n'a pas revu sa mère depuis que les esclavagistes les ont vendues à des maîtres différents. Akon, 13 ans, a été capturée par des militaires soudanais alors qu'elle se trouvait dans son village il y a cinq ans. Elle a été violée par six soldats du gouvernement et a assisté à sept exécutions avant d'être vendue à un Arabe soudanais.
De nombreux esclaves libérés portent des traces de passages à tabac, de brûlures et d'autres tortures. Plus des trois quarts des femmes et des filles autrefois réduites en esclavage signalent des viols.
Alors que les organisations non gouvernementales se disputent sur la manière de mettre fin à l'esclavage, peu nient l'existence de cette pratique. Les estimations du nombre de Noirs actuellement réduits en esclavage au Soudan varient de dizaines de milliers à des centaines de milliers (sans compter ceux vendus comme travail forcé en Libye)
D'un autre côté, la fraude au nom de la « rédemption des esclaves » est déjà documentée.

## Droits des femmes
Le Soudan est un pays en développement qui fait face à de nombreux défis en matière d'inégalité entre les sexes. Freedom House a donné au Soudan le classement le plus bas possible parmi les régimes répressifs en 2012. Le Soudan du Sud a reçu une note légèrement supérieure, mais il a également été classé comme « non libre ». Dans le rapport de 2013 sur les données de 2012, le Soudan se classe 171e sur 186 pays selon l'indice de développement humain (IDH). Le Soudan est également l'un des rares pays à ne pas avoir signé la Convention sur l'élimination de toutes les formes de discrimination à l'égard des femmes (CEDAW).
Malgré tout cela, il y a eu des changements positifs en ce qui concerne l'égalité des sexes au Soudan. En 2012, les femmes représentaient 24,1 % de l'Assemblée nationale du Soudan. Les femmes soudanaises représentent un plus grand pourcentage du parlement national que de nombreux pays occidentalisés. Malgré cela, les inégalités entre les sexes au Soudan, en particulier en ce qui concerne les mutilations génitales féminines et la disparité entre les femmes et les hommes sur le marché du travail, ont retenu l'attention de la communauté internationale.
Le Soudan a signé le Protocole à la Charte africaine des droits de l'homme et des peuples relatif aux droits des femmes en Afrique (Protocole de Maputo) le 30 juin 2008, mais en juillet 2020, il ne l'a pas encore ratifié.

### Transition démocratique (depuis 2019)
Lorsque la transition démocratique a été initiée en 2019 après des manifestations à grande échelle menées par des femmes soudanaises, une réforme juridique progressive a amélioré le statut des droits des femmes dans le pays. Fin 2019, la loi sur l'ordre public a été abrogée ; il était controversé pour diverses raisons, telles que l'article 152 de la loi, qui stipulait que les femmes qui portaient des pantalons en public devaient être fouettées 40 fois. D'autres restrictions ciblant les femmes qui ont été abrogées comprenaient l'absence de liberté de s'habiller (par le hijab obligatoire et d'autres mesures), de mouvement, d'association, de travail et d'étude. Les violations alléguées (dont beaucoup étaient considérées comme « arbitraires » par les militants) ont été punies par des arrestations, des passages à tabac et la privation de droits civils tels que la liberté d'association et d'expression. Selon Ihsan Fagiri, leader de l'Initiative Non à l'oppression contre les femmes (en), environ 45 000 femmes ont été poursuivies en vertu de la loi sur l'ordre public rien qu'en 2016.
En avril 2020, le Code pénal a été modifié pour criminaliser les mutilations génitales féminines (MGF), qui ont été rendues passibles d'une amende et de 3 ans d'emprisonnement. En juillet 2020, l'obligation pour les femmes d'obtenir l'autorisation d'un parent masculin pour voyager et la flagellation comme forme de punition ont été abolies. Des militantes des droits des femmes telles que la rédactrice en chef du magazine 500 Words, Ola Diab, et le conseiller juridique de Redress, Charlie Loudon, ont salué l'abolition des mesures répressives et des restrictions imposées aux femmes comme de « grands premiers pas ». Ils ont souligné que les nouvelles lois devaient être appliquées et que les lois abrogées devaient également être abandonnées dans la pratique, ce qui nécessiterait une révision des politiques internes des agences gouvernementales telles que la police, l'armée et les services de renseignement. Plusieurs autres lois dont les militants ont demandé la suppression comprenaient la poursuite des victimes de viol pour « adultère » et des femmes dans des établissements mixtes pour « prostitution », d'autres articles dictant le code vestimentaire des femmes et le démantèlement de l'ordre public. la police et les tribunaux spécialisés qui faisaient partie du « régime d'ordre public ».

## Enfants soldats
Selon Rory Mungoven, porte-parole de la Coalition pour mettre fin à l'utilisation d'enfants soldats (en), le Soudan connaît l'un des pires problèmes d'enfants soldats au monde. Il y a plus de 17 000 enfants soldats qui se battent pour le gouvernement ou pour les forces rebelles, même après que 25 000 anciens enfants soldats ont été démobilisés des groupes rebelles au Sud-Soudan en 2001. Ils transportent des AK-47 et des M-16 sur les lignes de front du combat, tout en servant de détecteurs de mines humaines, en participant à des missions suicides et en agissant comme espions. Nombre d'entre eux sont enlevés ou recrutés de force et souvent contraints d'obéir aux ordres sous peine de mort. D'autres rejoignent des groupes armés en désespoir de cause ou après avoir subi des mensonges et un lavage de cerveau. De nombreux enfants se font promettre qu'ils iront à l'école, qui sont en fait des centres d'entraînement militaire déguisés en école. Les installations, bien qu'elles soient sous la direction des Nations unies et d'organisations internationales, sont l'endroit où les enfants ont subi un lavage de cerveau pour devenir des tueurs impitoyables. Les améliorations technologiques ont fourni des armes qui pèsent moins, coûtent moins cher et peuvent être assemblées, chargées et tirées par un enfant analphabète, ajoutant un attrait supplémentaire aux enfants soldats.

## Maltraitance des prisonniers
Plusieurs centaines d'adultes et d'enfants ont été emprisonnés après que des membres du Mouvement pour la justice et l'égalité ont attaqué Khartoum en mai 2008, un nombre disproportionné de la région du Darfour. Human Rights Watch a critiqué le gouvernement soudanais pour avoir refusé de fournir la moindre information sur leur sort. Des preuves de torture et d'abus généralisés ont été trouvées sur des prisonniers libérés et ont été recueillies dans de nombreux entretiens enregistrés par Human Rights Watch.
En juillet 2020, la flagellation en tant que forme de punition a été abolie.

## Persécution des défenseurs des droits humains
Entre 2003 et 2011, Mudawi Ibrahim Adam (en) est arrêté à plusieurs reprises pour des accusations liées à son travail en faveur des droits humains au sein du groupe Sudan Social Development Organization (en),. Ces arrestations provoquent les protestations de groupes tels que Human Rights Watch, Front Line Defenders et Amnesty International, cette dernière l'ayant qualifié de « prisonnier d'opinion ».
Le 5 mars 2009, le jour même où le président Omar el-Bechir est inculpé par la CPI, le gouvernement soudanais ordonne la fermeture de SUDO et ses bureaux sont repris par les forces de sécurité de l'État. Le New York Times rapporte que la lettre fermant les bureaux « émanait de la Commission des affaires humanitaires, dirigée par Ahmed Haroun, l'une des personnes faisant l'objet d'un mandat d'arrêt de la Cour pénale internationale pour massacre au Darfour ». Le gouvernement soudanais expulse simultanément « l' International Rescue Committee, Oxfam UK, CARE, Mercy Corps et la section néerlandaise de Médecins sans frontières ». Mudawi et SUDO font appel de leur fermeture devant le tribunal, remportant l'appel en avril 2010,. Cependant, selon un communiqué de presse de SUDO de 2011, l'organisation reste effectivement fermée : « au Soudan, on peut gagner un procès mais rien ne change. Les bureaux de SUDO sont restés fermés, ses avoirs sont restés gelés et l'organisation au Soudan n'a pas été autorisée à reprendre ses opérations ».

## Persécution religieuse
Les pasteurs Michael Yat et Peter Yan sont détenus au secret par le Service national de renseignement et de sécurité du Soudan (NISS) depuis le 14 décembre 2014 et le 11 janvier 2015 respectivement. Le 1er mars, ils sont inculpés de huit infractions en vertu du Code pénal de 1991, dont deux portent le peine de mort,. Peter Yan aurait été arrêté alors qu'il enquêtait sur le bien-être de Michael Yat, et Michael Yat a été arrêté à la suite d'une prédication évangélique.
En juillet 2020, la peine (exécution) pour apostasie pour les musulmans (article 126 du Code pénal soudanais) et l'interdiction de l'alcool pour les non-musulmans ont été abolies. La Commission des États-Unis sur la liberté religieuse internationale (USCIRF) a applaudi les réformes le 15 juillet 2020, retirant le Soudan de la liste des « pays particulièrement préoccupants » (où il se trouvait en 2000-2019), mais a exhorté les législateurs soudanais à abroger le blasphème (article 125 du Code pénal soudanais) également.

## Situation historique
Le tableau suivant montre les notes du Soudan depuis 1972 dans les rapports de Freedom in the World, publiés chaque année par Freedom House. Une note de 1 correspond à « libre » ; 7 à « non libre »
| \| Année \| Droits politiques \| Libertés civiles \| Statut \| Chef d'État[24] \| \| 1972 \| 6 \| 6 \| Non libre \| Gaafar Nimeiry \| \| 1973 \| 6 \| 6 \| Non libre \| Gaafar Nimeiry \| \| 1974 \| 6 \| 6 \| Non libre \| Gaafar Nimeiry \| \| 1975 \| 6 \| 6 \| Non libre \| Gaafar Nimeiry \| \| 1976 \| 6 \| 6 \| Non libre \| Gaafar Nimeiry \| \| 1977 \| 6 \| 5 \| Non libre \| Gaafar Nimeiry \| \| 1978 \| 5 \| 5 \| Partiellement libre \| Gaafar Nimeiry \| \| 1979 \| 5 \| 5 \| Partiellement libre \| Gaafar Nimeiry \| \| 1980 \| 5 \| 5 \| Partiellement libre \| Gaafar Nimeiry \| \| 1981 \| 5 \| 5 \| Partiellement libre \| Gaafar Nimeiry \| \| 1982[25] \| 5 \| 5 \| Partiellement libre \| Gaafar Nimeiry \| \| 1983 \| 5 \| 5 \| Partiellement libre \| Gaafar Nimeiry \| \| 1984 \| 6 \| 6 \| Non libre \| Gaafar Nimeiry \| \| 1985 \| 6 \| 6 \| Non libre \| Gaafar Nimeiry \| \| 1986 \| 4 \| 5 \| Partiellement libre \| Abdel Rahman Swar al-Dahab \| \| 1987 \| 4 \| 5 \| Partiellement libre \| Ahmed al-Mirghani \| \| 1988 \| 4 \| 5 \| Partiellement libre \| Ahmed al-Mirghani \| \| 1989 \| 7 \| 7 \| Non libre \| Ahmed al-Mirghani \| \| 1990 \| 6 \| 5 \| Non libre \| Omar al-Bashir \| \| 1991 \| 7 \| 7 \| Non libre \| Omar al-Bashir \| \| 1992 \| 7 \| 7 \| Non libre \| Omar al-Bashir \| \| 1993 \| 7 \| 7 \| Non libre \| Omar al-Bashir \| \| 1994 \| 7 \| 7 \| Non libre \| Omar al-Bashir \| \| 1995 \| 7 \| 7 \| Non libre \| Omar al-Bashir \| \| 1996 \| 7 \| 7 \| Non libre \| Omar al-Bashir \| \| 1997 \| 7 \| 7 \| Non libre \| Omar al-Bashir \| \| 1998 \| 7 \| 7 \| Non libre \| Omar al-Bashir \| \| 1999 \| 7 \| 7 \| Non libre \| Omar al-Bashir \| \| 2000 \| 7 \| 7 \| Non libre \| Omar al-Bashir \| \| 2001 \| 7 \| 7 \| Non libre \| Omar al-Bashir \| \| 2002 \| 7 \| 7 \| Non libre \| Omar al-Bashir \| \| 2003 \| 7 \| 7 \| Non libre \| Omar al-Bashir \| \| 2004 \| 7 \| 7 \| Non libre \| Omar al-Bashir \| \| 2005 \| 7 \| 7 \| Non libre \| Omar al-Bashir \| \| 2006 \| 7 \| 7 \| Non libre \| Omar al-Bashir \| \| 2007 \| 7 \| 7 \| Non libre \| Omar al-Bashir \| \| 2008 \| 7 \| 7 \| Non libre \| Omar al-Bashir \| \| 2009 \| 7 \| 7 \| Non libre \| Omar al-Bashir \| \| 2010 \| 7 \| 7 \| Non libre \| Omar al-Bashir \| \| 2011 \| 7 \| 7 \| Non libre \| Omar al-Bashir \| |                   |                  |                     |                            |
| Année | Droits politiques | Libertés civiles | Statut              | Chef d'État                |
| 1972 | 6                 | 6                | Non libre           | Gaafar Nimeiry             |
| 1973 | 6                 | 6                | Non libre           | Gaafar Nimeiry             |
| 1974 | 6                 | 6                | Non libre           | Gaafar Nimeiry             |
| 1975 | 6                 | 6                | Non libre           | Gaafar Nimeiry             |
| 1976 | 6                 | 6                | Non libre           | Gaafar Nimeiry             |
| 1977 | 6                 | 5                | Non libre           | Gaafar Nimeiry             |
| 1978 | 5                 | 5                | Partiellement libre | Gaafar Nimeiry             |
| 1979 | 5                 | 5                | Partiellement libre | Gaafar Nimeiry             |
| 1980 | 5                 | 5                | Partiellement libre | Gaafar Nimeiry             |
| 1981 | 5                 | 5                | Partiellement libre | Gaafar Nimeiry             |
| 1982 | 5                 | 5                | Partiellement libre | Gaafar Nimeiry             |
| 1983 | 5                 | 5                | Partiellement libre | Gaafar Nimeiry             |
| 1984 | 6                 | 6                | Non libre           | Gaafar Nimeiry             |
| 1985 | 6                 | 6                | Non libre           | Gaafar Nimeiry             |
| 1986 | 4                 | 5                | Partiellement libre | Abdel Rahman Swar al-Dahab |
| 1987 | 4                 | 5                | Partiellement libre | Ahmed al-Mirghani          |
| 1988 | 4                 | 5                | Partiellement libre | Ahmed al-Mirghani          |
| 1989 | 7                 | 7                | Non libre           | Ahmed al-Mirghani          |
| 1990 | 6                 | 5                | Non libre           | Omar al-Bashir             |
| 1991 | 7                 | 7                | Non libre           | Omar al-Bashir             |
| 1992 | 7                 | 7                | Non libre           | Omar al-Bashir             |
| 1993 | 7                 | 7                | Non libre           | Omar al-Bashir             |
| 1994 | 7                 | 7                | Non libre           | Omar al-Bashir             |
| 1995 | 7                 | 7                | Non libre           | Omar al-Bashir             |
| 1996 | 7                 | 7                | Non libre           | Omar al-Bashir             |
| 1997 | 7                 | 7                | Non libre           | Omar al-Bashir             |
| 1998 | 7                 | 7                | Non libre           | Omar al-Bashir             |
| 1999 | 7                 | 7                | Non libre           | Omar al-Bashir             |
| 2000 | 7                 | 7                | Non libre           | Omar al-Bashir             |
| 2001 | 7                 | 7                | Non libre           | Omar al-Bashir             |
| 2002 | 7                 | 7                | Non libre           | Omar al-Bashir             |
| 2003 | 7                 | 7                | Non libre           | Omar al-Bashir             |
| 2004 | 7                 | 7                | Non libre           | Omar al-Bashir             |
| 2005 | 7                 | 7                | Non libre           | Omar al-Bashir             |
| 2006 | 7                 | 7                | Non libre           | Omar al-Bashir             |
| 2007 | 7                 | 7                | Non libre           | Omar al-Bashir             |
| 2008 | 7                 | 7                | Non libre           | Omar al-Bashir             |
| 2009 | 7                 | 7                | Non libre           | Omar al-Bashir             |
| 2010 | 7                 | 7                | Non libre           | Omar al-Bashir             |
| 2011 | 7                 | 7                | Non libre           | Omar al-Bashir             |

## Droits LGBT
Les personnes lesbiennes, gays, bisexuelles et transgenres (LGBT) au Soudan sont confrontées à des défis juridiques que ne connaissent pas les résidents non LGBT. Aussi bien masculine et féminine, l'activité sexuelle entre personnes du même sexe est illégale au Soudan, avec des peines incluant, mais sans s'y limiter, la peine capitale. Cependant, en juillet 2020, la loi sur la sodomie qui punissait auparavant les homosexuels jusqu'à 100 coups de fouet pour la première infraction, cinq ans de prison pour la deuxième et la peine de mort la troisième fois a été abolie, avec une nouvelle législation réduisant la peine à la prison. durées allant de cinq ans à la vie. Les militants LGBT+ soudanais ont salué la réforme comme un "grand premier pas", mais ont déclaré que ce n'était pas encore suffisant et que l'objectif final devrait être la dépénalisation de l'activité sexuelle homosexuelle.

## Traités internationaux
Les positions du Soudan sur les traités internationaux relatifs aux droits de l'homme sont les suivantes :
| Traité | Organisation   | Introduit | Signé | Ratifié |
| Convention pour la prévention et la répression du crime de génocide                                                                          | United Nations | 1948      | —     | 2003    |
| Convention internationale sur l'élimination de toutes les formes de discrimination raciale                                                   | United Nations | 1966      | —     | 1977    |
| Pacte international relatif aux droits économiques, sociaux et culturels                                                                     | United Nations | 1966      | —     | 1986    |
| Pacte international relatif aux droits civils et politiques                                                                                  | United Nations | 1966      | —     | 1986    |
| Premier protocole facultatif au Pacte international relatif aux droits civils et politiques                                                  | United Nations | 1966      | —     | —       |
| Convention sur l'imprescriptibilité des crimes de guerre et des crimes contre l'humanité                                                     | United Nations | 1968      | —     | —       |
| Convention sur l'apartheid | United Nations | 1973      | 1974  | 1977    |
| Convention sur l'élimination de toutes les formes de discrimination à l'égard des femmes                                                     | United Nations | 1979      | —     | —       |
| Charte africaine des droits de l'homme et des peuples                                                                                        | African Union  | 1981      | 1982  | 1986    |
| Convention contre la torture et autres peines ou traitements cruels, inhumains ou dégradants                                                 | United Nations | 1984      | 1986  | —       |
| Convention relative aux droits de l'enfant                                                                                                   | United Nations | 1989      | 1990  | 1990    |
| Deuxième protocole facultatif se rapportant au Pacte international relatif aux droits civils et politiques, visant à abolir la peine de mort | United Nations | 1989      | —     | —       |
| Convention internationale sur la protection des droits de tous les travailleurs migrants et des membres de leur famille                      | United Nations | 1990      | —     | —       |
| Protocole facultatif à la Convention sur l'élimination de toutes les formes de discrimination à l'égard des femmes                           | United Nations | 1999      | —     | —       |
| Protocole facultatif à la Convention relative aux droits de l'enfant concernant l'implication d'enfants dans les conflits armés              | United Nations | 2000      | 2002  | 2005    |
| Protocole facultatif sur la vente d'enfants, la prostitution des enfants et la pornographie mettant en scène des enfants                     | United Nations | 2000      | —     | 2004    |
| Protocole de Maputo | African Union  | 2003      | 2008  | —       |
| Convention relative aux droits des personnes handicapées                                                                                     | United Nations | 2006      | 2007  | 2009    |
| Protocole facultatif à la Convention relative aux droits des personnes handicapées                                                           | United Nations | 2006      | —     | 2009    |
| Convention internationale pour la protection de toutes les personnes contre les disparitions forcées                                         | United Nations | 2006      | —     | —       |
| Protocole facultatif au Pacte international relatif aux droits économiques, sociaux et culturels                                             | United Nations | 2008      | —     | —       |
| Protocole facultatif à la Convention relative aux droits de l'enfant sur une procédure de communication                                      | United Nations | 2011      | —     | —       |